# Lablab prostrata
Lablab prostrata är en ärtväxtart som beskrevs av Robert Brown. Lablab prostrata ingår i släktet Lablab och familjen ärtväxter. Inga underarter finns listade i Catalogue of Life.